# Мокудзин
Мокудзин (яп. 木人, буквально «деревянный человек») — вымышленный персонаж из серии видеоигр в жанре файтинг Tekken, дебютировавший в Tekken 3 1997 года. Мокудзин не владеет собственным боевым стилем. Вместо этого он имитирует стили борьбы других персонажей, которые варьируются от раунда к раунду.

## Появления

### СерияTekken
Мокудзин является тренировочным манекеном, вырезанным из двухтысячелетнего дуба. Он оживает в присутствии великого зла, и было сказано, что он станет последней надеждой, когда человечество не сможет справиться с ним. Несмотря на отсутствие дара речи (его «голос» представляет собой звучание щелчков дерева), он может общаться с людьми посредством телепатии. Благодаря своему опыту в качестве манекена, он умеет подражать любому боевому стилю. В Tekken 3 Мокудзин пробуждается с освобождением Огра, бога боевых искусств. После того, как Дзин Кадзама победил Огра в третьем турнире «Король Железного Кулака», Мокудзин снова стал безжизненным, однако на его лице осталась улыбка. В Tekken 5, с появлением ещё одного могущественного злого существа (Дзимпати Мисима), Мокудзин снова ожил. С поражением Дзимпати Мокудзин утратил признаки жизни. В Tekken 6 Мокудзин вернулся, чтобы остановить Азазеля. Помимо основной серии, Мокудзин появился в неканонических играх Tekken Tag Tournament и её сиквеле Tekken Tag Tournament 2. Также он появился в качестве суб-босса в игре Tekken Revolution.

### Тэцудзин
Тэцудзин (яп. 鉄人 — «Железный человек») впервые появляется в Tekken Tag Tournament. В отличие от сконструированного из дерева Мокудзина, Тэцудзин был изготовлен из железа. Оба персонажа используют боевые стили других персонажей, которые меняются в каждом игровом раунде. В то время как стиль боя Мокудзина известен как Мокудзин-Кен, Тэцудзин использует так называемый Тэцудзин-Кэн и, аналогичным образом, это единственный термин, содержащийся в списке его движений. Он редко появляется в последующих играх, хотя манекен, похожий на Тэцудзина, используется в качестве учебного манекена в тренировочном режиме Tekken 5, тогда как в настройках внешности возможно изменить обличье Мокудзина на Тэцудзина. Также Тэцудзин появляется в качестве одного из неиграбельных боссов в Tekken Revolution.

### Киндзин
Киндзин (яп. 金人 Киндзин, пер. «Золотой человек») — секретный неиграбельный босс в Tekken Revolution. Его дизайн, по всей видимости, основан на пасхальном яйце в консольной версии Tekken Tag Tournament, где, после выполнения определённых требований, серебристый окрас Тэцудзина сменяется на золотую. В Tekken Revolution Киндзин состоит из золота, носит корону, очки, усы, галстук-бабочку и плащ. Кроме того, он является одним из суб-боссов 7 этапа, наряду с Мокудзином, Тэцудзином, Хэйхати Мисимой и Дзмпати Мисимой.

### Другие появления
Мокудзин появляется в Namco X Capcom в качестве тренировочного манекена. В Street Fighter X Tekken Пак-Мэн сражается с использованием небольшого меха, который по своему предназначению напоминает Мокудзина. Вне видеоигр, Мокудзин появляется в анимационном фильме Tekken: Blood Vengeance, где является талисманом на фестивале Киотской Международной школы, в котором участвуют главные герои. Позже выясняется, что внутри храма Киото содержится гробница древних духов Мокудзина, которые принимают форму леса, окружающего храм. Хэйхати использует их в противостоянии с Дьяволом Дзином, однако терпит неудачу, и дух, по всей видимости, исчезает. Также Мокудзин был упомянут в Ridge Racer 7 из серии Ridge Racer. Кроме того, он появляется в Trillion: God of Destruction в качестве тренировочного манекена.

## Оценки и мнения
Gaming Target поставил Мокудзина на 7-е место в «топе 11 бойцов Tekken». GamesRadar поместил его в свой список «28 самых любимых деревьев из видеоигр за всё время».1UP.com упомянул его как одного из персонажей, которых хотел бы видеть в предстоящей Street Fighter X Tekken, добавив: «Мокудзин представляет вызов опытным игрокам, которые хотят доказать, что овладели всеми персонажами в игре». В 2012 году Рич Найт из Complex поместил грудастую версию Мокудзина на 7-е место в списке «безумных моментов в серии Tekken», сравнив её с грудастой уткой из мира Утки Говарда в фильме «Говард-утка». В 2012 году Game Informer назвал Мокудзина одним из самых «нелепых» персонажей Tekken Tag Tournament 2, с чем также согласился Computer and Video Games, прокомментировав: «Когда единственная надежда человечества против огнедышащего монстра состоит из дерева и прутьев, вероятно стоит задуматься о покупке оружия». GameDaily поместил Мокудзина на 19-е место в списке «25 самых странных персонажей видеоигр». PlayStation Official Magazine назвал Мокудзина 5-м «самым жутким персонажем PlayStation» из-за его способности копировать движения врагов и менять пол.